# زکری

زکری.

زکری (به عربی: زکری) یک شهرداری در الجزایر است که در استان تیزی وزو واقع شده‌است.